# Boussu

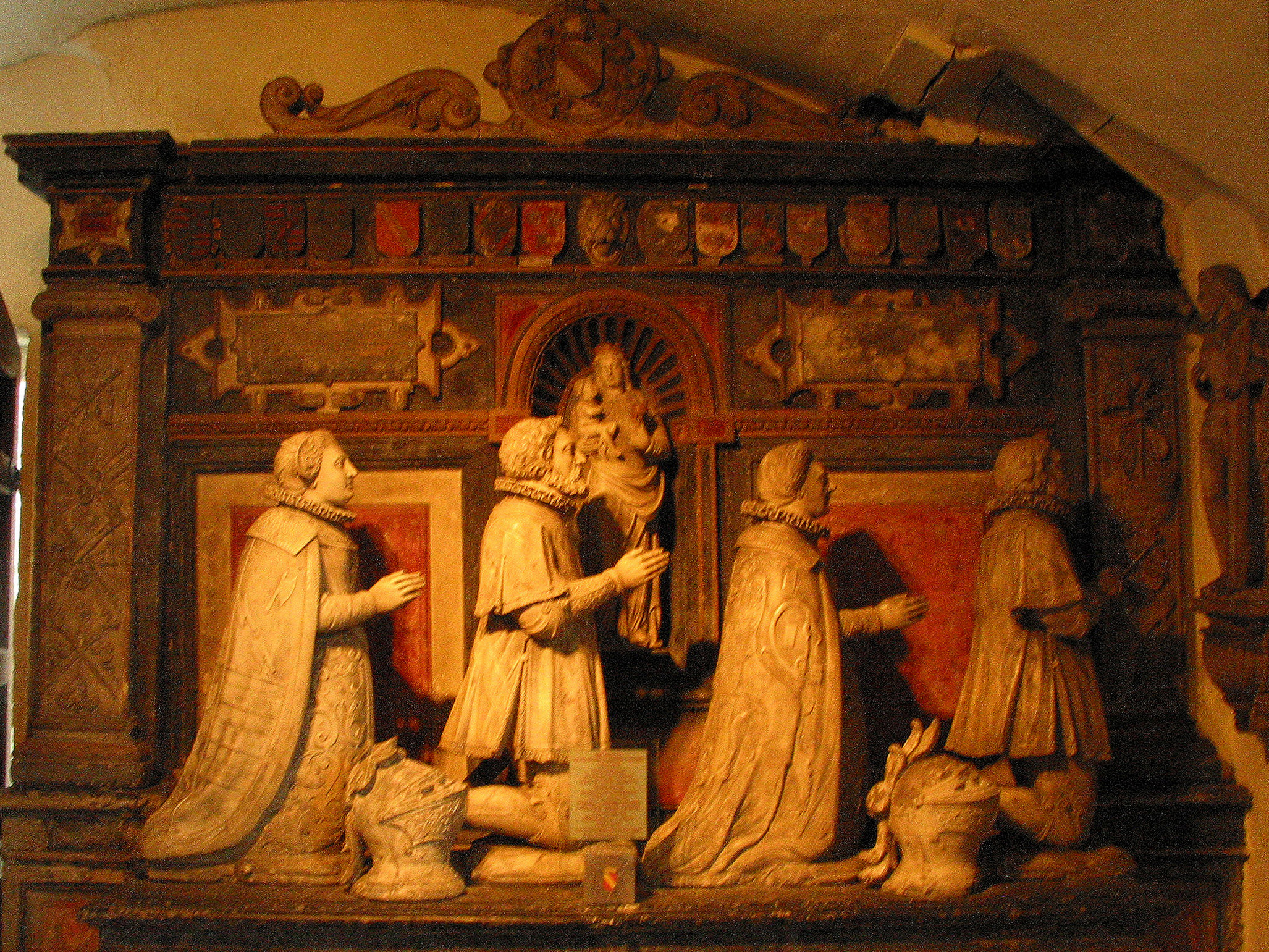

Boussu (in vallone Boussu-dlé-Mont) è un comune belga di 20 118 abitanti, situato nella provincia vallona dell'Hainaut.
Il territorio comunale è bagnato dalle acque del fiume Haine, affluente della Schelda.